# Гуна (Индия)
Гуна (англ. Guna, хинди गुना) — город и муниципалитет на севере индийского штата Мадхья-Прадеш. Административный центр округа Гуна.

## География
Расположен к юго-западу от города Шивпури, на берегах реки Парбати, на высоте 473 м над уровнем моря.

## Население
Население города по данным переписи 2011 года составляет 180 978 человек; по данным переписи 2001 года оно насчитывало 137 132 человека. Доля мужчин составляет 52,29 %; доля женщин — 47,71 %. Уровень грамотности — 81,7 %. Приверженцы индуизма составляют 83 % населения Гуны; мусульмане — 13 %; джайны — 2 %; сикхи — около 1 %.

## Экономика
В городе Виджайпур, примерно в 30 км от Гуны расположен завод по производуству химических удобрений.